# Fitzcarraldo
Fitzcarraldo es una película alemana de drama y aventura de 1982 dirigida y escrita por Werner Herzog, con Klaus Kinski, Claudia Cardinale, José Lewgoy, Miguel Ángel Fuentes, Paul Hittscher, Huerequeque Enrique Bohorquez, Grande Otelo y Milton Nascimento como actores principales. 
La historia, ambientada a finales del siglo XIX, es la de Brian Sweeney Fitzgerald ("Fitzcarraldo"), obsesionado de la ópera, que desea construir un teatro en la selva. Para lograrlo, tendrá que hacer una fortuna en la industria del caucho, y su astuto plan consiste en transportar un enorme barco por el río y pasando una pequeña montaña con la ayuda de los indígenas locales. 
Hasta la actualidad, Fitzcarraldo es considerada la película más notable en la historia de la Amazonía peruana e Iquitos, y también una de las mejores, según Herzog. Además, la película es conocida por casi fracasar durante su rodaje y por otros obstáculos.
La producción de la película fue realizada con muchas dificultades enteramente en la Amazonía peruana. Durante el rodaje había conflictos debido a las limitaciones técnicas, la tensión entre las culturas de la producción y los indígenas locales, y una incipiente enemistad entre Kinski y Herzog. Originalmente, la película tenía un elenco diferente, que incluía a Jason Robards y a Mick Jagger (de The Rolling Stones); pero Robards cayó enfermo de disentería y no pudo volver al rodaje.
La película recibió un elogio universal de los críticos, ganó en los Deutscher Filmpreis por mejor película extranjera, y ganó un premio al mejor director para Herzog en el Festival de Cannes. También fue candidata a los premios BAFTA y Globo de Oro en la categoría de mejor película extranjera, y una Palma de Oro en el Festival de Cannes.

## Argumento
Brian Fitzgerald «Fitzcarraldo» (Klaus Kinski) es un irlandés excéntrico, que ama la ópera con obsesión. Decide construir un teatro de ópera en plena selva amazónica. Para ello debe conseguir primero el dinero, para lo cual proyecta hacer una enorme fortuna en el negocio del caucho, que se hallaba entonces en pleno apogeo. 
Para realizar su plan, Fitzcarraldo debe transportar un gran barco fluvial por tierra, pasando por encima de un monte, para lo cual cuenta con la ayuda de un gran número de nativos. Para el protagonista se convierte en una obra titánica subir y bajar el barco en una sola pieza, para luego ponerlo a navegar en un amplio río. 
La película está basada en una aventura real del comerciante cauchero peruano de origen irlandés Carlos Fermín Fitzcarrald.

## Elenco
- Klaus Kinski como Brian Sweeney Fitzgerald (Fitzcarraldo).
- Claudia Cardinale como Molly.
- José Lewgoy como Don Aquilino.
- Miguel Ángel Fuentes como Cholo.
- Paul Hittscher como Capitán (Orinoco Paul).
- Huerequeque Enrique Bohórquez como Huerequeque, el cocinero.
- Grande Otelo como jefe de estación (como Grande Othelo).
- Peter Berling como gerente de ópera.
- David Pérez Espinosa como jefe de los indios campas.
- Milton Nascimento como hombre negro en la Casa de Ópera.
- Ruy Polanah como barón del caucho.
- Salvador Godínez como misionero anciano.
- Dieter Milz como joven misionero.
- William Rose como notario (como Bill Rose).
- Leoncio Bueno

## Producción

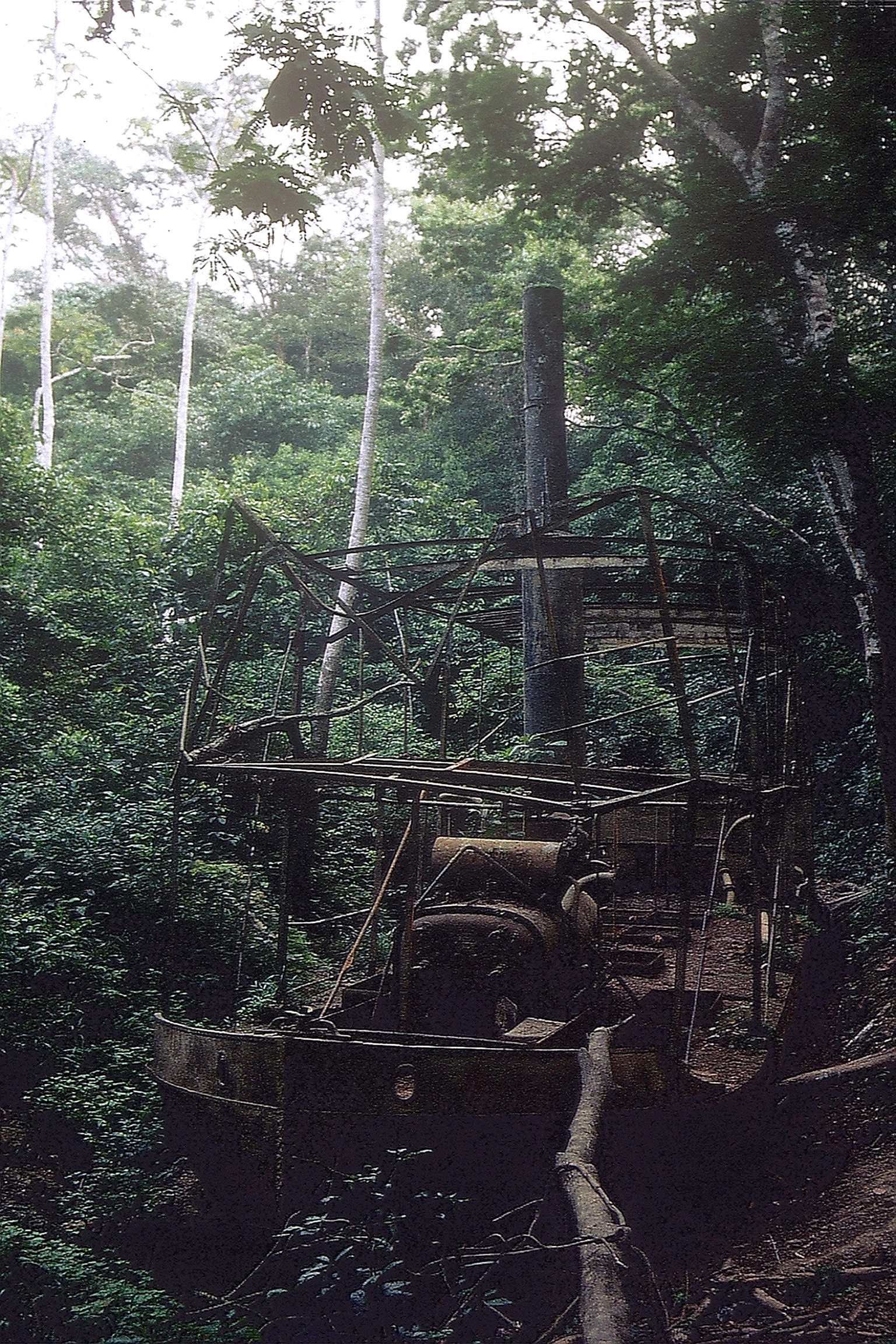
Restos de la nave empleada para la película, y dejados en el Istmo de Fitzcarrald, departamento de Madre de Dios.

La historia fue inspirada por la vida real del peruano barón de caucho Carlos Fermín Fitzcarrald. En los años ochenta, Fitzcarrald llevó un barco de vapor a lo largo del istmo de Fitzcarrald, pero este pesaba sólo 30 toneladas, y fue llevado en piezas para ser construido en su destino.
En la película autobiográfica Portrait Werner Herzog, Herzog declaró que la producción espectacular de la película fue inspirada de forma parcial en la ingeniería de los antiguos monumentos megalíticos. La producción de la película fue un calvario increíble, y de manera célebre, involucraba mover un barco de vapor de 320 toneladas sobre una colina sin el uso de efectos especiales. Herzog creyó que nadie aceptó un reto similar en la historia, y nadie lo volvería a hacer, llamándolo a sí mismo "Conquistador de lo Inútil».  Tres barcos similares fueron llevados a producción y fueron usados en diferentes escenas y localizaciones, incluyendo la escena donde el barco golpea contra las rocas en los rápidos, hiriendo a seis personas involucradas en la filmación.
El casting de la película también fue bastante difícil. Jason Robards fue originalmente elegido para el papel principal, pero se enfermó con disentería durante los primeros días de filmación, dejando la producción para su tratamiento, pues los doctores le prohibieron regresar. Entonces, Herzog consideró elegir a Jack Nicholson, e incluso interpretar él mismo a Fitzcarraldo, antes que Klaus Kinski aceptara el papel. A ese punto, el 40% del rodaje con Robards había sido completado, y por continuidad Herzog fue forzado a regrabar totalmente con Kinski. Mick Jagger estuvo originalmente en el elenco como Wilbur, el asistente de Fitzcarraldo, pero no pudo participar debido a que el retraso del rodaje hizo expirar su contrato, y tenía que trabajar en su gira con The Rolling Stones. Herzog sacó el personaje de Jagger del guion y regrabó la película desde el comienzo.
Por decisión del director, para el rodaje se desechó la posibilidad de usar trucajes o maquetas y el barco fue subido intacto y en su totalidad por la ladera de un monte (en medio de la selva peruana) por medio de un complicado sistema de poleas. Sin embargo, el navío del caso real en el que se basó Herzog tenía un tamaño menor que el del usado en la película y fue desmontado en varias partes para su elevación y posterior reconstrucción al otro lado de la pendiente.
El mismo Klaus Kinski fue una importante fuente  de tensión, al luchar virulentamente con Herzog y otros miembros del equipo. Una escena del documental Mi enemigo íntimo muestra a Kinski enfrentándose al gerente de producción Walter Saxer sobre asuntos triviales, como la calidad de la comida. Herzog notó que los extras nativos, a diferencia de los sentimientos de cercanía de Kinski hacia ellos, estuvieron muy molestos por sus arranques de ira. En Mi enemigo íntimo, Herzog dice que uno de los jefes de los nativos ofreció, en toda seriedad, matar a Kinski por él, lo cual declinó porque necesitaba a Kinski para completar el rodaje. En una escena, cuando el equipo de producción estaba cenando mientras estaba rodeados de nativos, el clamor que el jefe incitó en Fitzcarraldo fue, según Herzog, su explotación de su odio a Kinski.
El actor brasileño Grande Otelo y el cantante Milton Nascimento interpretaron papeles menores.
Entre otras localizaciones usadas para la película se incluyen: Manaos, Brasil; Iquitos, Perú; Pongo de Mainique, Perú; un istmo entre los ríos Urubamba y Camisea, Perú en las coordenadas. (11°44′14″S 72°56′04″O / -11.737294, -72.934542)

### Música
La banda sonora, lanzada en 1982, contiene música de Popol Vuh, tomado de los álbumes Die Nacht der Seele (1979) y Sei still, wisse ich bin (1981). La película usa extractos de Ernani de Verdi, Pagliacci ("Ridi, Pagliaccio") de Leoncavallo, La bohème de Puccini, I puritani de Bellini y del poema sinfónico Muerte y transfiguración de Richard Strauss, interpretados por Enrico Caruso y otros.

## Trabajos relacionados
Existe un documental sobre el rodaje de este largometraje, titulado Burden of Dreams y dirigido por Les Blank con guion y narración de Michael Goodwin. Además, el documental de Herzog Mi enemigo íntimo abunda en la destructiva relación de director y actor durante el rodaje de Fitzcarraldo.
Durante el accidentado rodaje de Fitzcarraldo, Werner Herzog escribió el diario Conquista de lo inútil (Barcelona: Blackie Books 2010, ISBN 978-987-24797-1-8).

## Recepción

### Respuesta crítica
Fitzcarraldo recibió una aclamación universal de los críticos. Rotten Tomatoes registró 78% de críticas positivas basado en 23 reseñas. Vincent Canby de New York Times elogió la película, diciendo: «Es un espectáculo increíble, una comedia-aventura que no se parece a otro, y es la película más agradable hecha sobre el capitalismo del siglo XIX camino de la locura». Roger Ebert de Chicago Sun-Times, entregando cuatro estrellas completas, habló sobre la película: «Como un documento sobre la búsqueda y un sueño, y como el registro de la audacia y el heroísmo del hombre necio y visionario, nunca hubo otra película igual. Jay Antami de Cinema Writer escribió que con «una historia hipnótica y asombrosa, Fitzcarraldo muestra a este director trabajando en su momento cumbre». Rumsey Taylor de Slant Magazine dijo que Fitzcarraldo es una «meta cumplida de un sueño febril comparable, y así como el testamento prominente de la labor de Herzog como cineasta».
Walter Chaw de Film Freak Central, en una reseña positiva, dijo poéticamente que Fitzcarraldo «intenta romper a través del fino cartílago que separa el hombre de los dioses, golpeando dentro de su pecho».

### Premios
La película ganó una «categoría de plata» en los Deutscher Filmpreis por mejor película extranjera, y ganó un premio al mejor director para Herzog en el Festival de Cannes. También fue nominada a los premios BAFTA y Globo de Oro en la categoría por mejor película extranjera, y una Palma de Oro en el Festival de Cannes.